# NGC 6782
NGC 6782 est une vaste galaxie spirale barrée située dans la constellation du Paon. Sa vitesse par rapport au fond diffus cosmologique est de 3 859 ± 14 km/s, ce qui correspond à une distance de Hubble de 56,9 ± 4,0 Mpc (∼186 millions d'al). NGC 6782 a été découverte par l'astronome britannique John Herschel en 1834.
NGC 6782 a été utilisé par Gérard de Vaucouleurs comme une galaxie de type morphologique (R1R2')SB(r)a dans son atlas des galaxies,.
NGC 6782 présente une large raie HI.

## Morphologie
NGC 6782 possède la particularité de présenter une morphologie complexe, avec un système d’anneaux multiples et des bras spiraux étroitement enroulés.
Deux anneaux principaux sont observés dans NGC 6782. Le premier est un anneau à sursaut de formation d'étoiles presque circulaire et entourant le bulbe, lui même en forme de première barre. L'anneau est rattaché à une barre primaire qui s’étend jusqu’à un second anneau, intérieur, en forme de diamant (ou ovale) quelque peu pointu. Deux faibles bras s’étendent à leur tour des deux extrémités de l’anneau intérieur jusqu'aux régions les plus externes de la galaxie, formant ainsi une faible morphologie d'un pseudo-anneau externe partiel,.
Eskridge, Frogel et Pogge ont publié un article en 2002 décrivant la morphologie de 205 galaxies spirales rapprochées. Les observations ont été réalisées dans la bande H de l'infrarouge et dans la bande B (le bleu). La description qu'ils donnent de la galaxie est semblable à celle décrite dans le paragraphe précéent. Selon eux, NGC 6782 est une galaxie spirale de type (R)SB0/a, ce qui est contradictoire car le 0 signifie que c'est une galaxie lenticulaire. Un renflement lumineux et condensé occupe le centre de la galaxie. La région centrale du bulbe est elliptique avec un axe principale orienté NE-SO, mais elle est encastrée dans un renflement circulaire. Deux anses de faible luminosité aux extrémités de la barre pointent vers un disque interne. Ce disque est un peu elliptique. Des preuves d'un disque externe beaucoup plus pâle existent. Un arc lumineux au sud de la galaxie semble provenir de la lumière diffusée par une étoile brillante.
Cette morphologie particulière pourrait être le fruit d'une résonance de Lindblad.

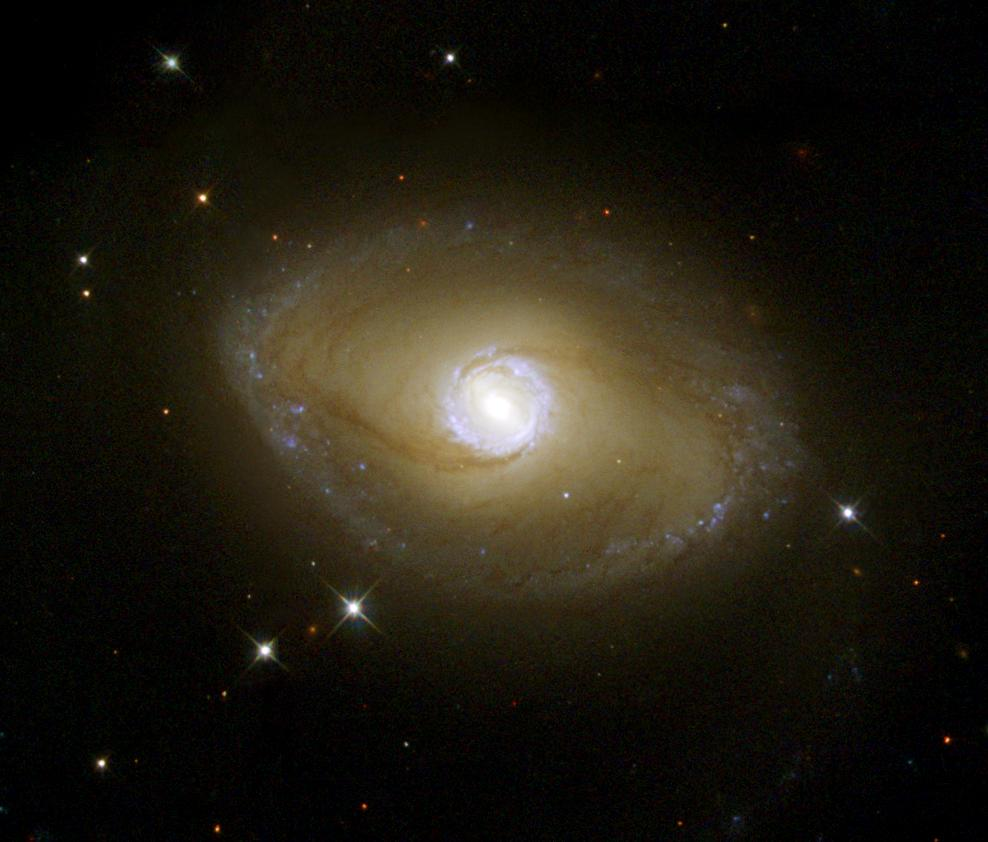
NGC 6782 par le télescope spatial Hubble.

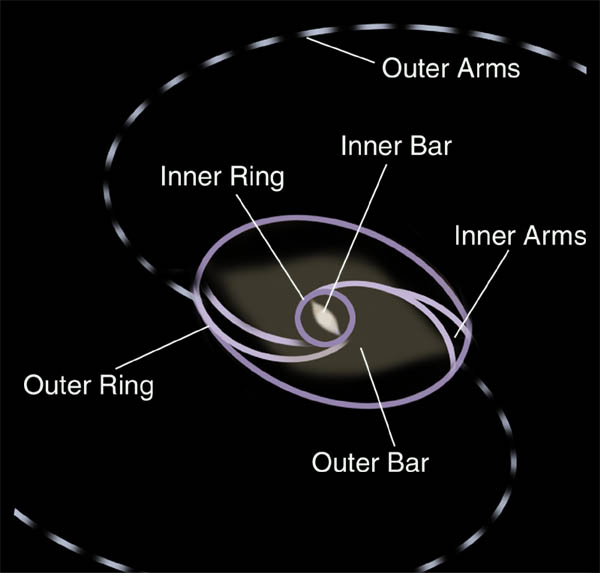
Schéma de la structure de NGC 6782.

## Groupe d'IC 4845
Selon A. M. Garcia NGC 6769 fait partie du groupe d'IC 4845. Ce groupe de galaxies renferme au moins 14 membres dont six du New General Catalogue et sept de l'Index Catalogue. Les autres galaxies du groupe sont NGC 6739, NGC 6746, NGC 6769, NGC 6770, NGC 6771, IC 4827, IC 4828, IC 4831, IC 4838, IC 4842, IC 4845, IC 4866 et ESO 141-21.